# عبدالله حائری
عبدالله حائری مازندرانی (رحمت‌علیشاه) (زادهٔ کربلا ۱۲۴۱ خورشیدی – درگذشتهٔ در تهران ۱۳۱۶ خورشیدی) از مشایخ کبار سلسلهٔ نعمت‌اللهی گنابادی بود.

## زندگی‌نامه
نامش عبدالله و پدرش زین‌العابدین حائری مازندرانی، از مراجع بزرگ کربلا، بود. در سال ۱۲۸۴ (قمری) متولد شد و آخرین فرزند پدرش بود. در نزد پدرش و چندتن دیگر از علمای بزرگ عراق تحصیل کرد و در سن بیست سالگی از پدرش اجازه اجتهاد گرفت. در سال ۱۳۰۵ (قمری) در کربلا برای نخستین بار با سلطان‌علیشاه گنابادی که از مکه به کربلا آمده بود ملاقات کرد و مجذوب و سرسپرده او شد؛ ولی به محض آنکه این امر آشکار گشت، برادرش حسین حائری او را با ضرب و شتم از کربلا راند و در برابر مردم از خود طرد کرد. در سال ۱۳۱۱ (قمری) از طرف سلطان‌علیشاه مأذون در اخذ بیعت ولایتی شد و به رحمت‌علی ملقب گردید. او خدمات زیادی برای سلسله نعمت‌اللهی انجام داد که از آن جمله یافتن فرزند گمشده سلطان‌علیشاه که پس از پدرش قطب بعدی سلسله شد، و بازگرداندن او به بیدخت بود. در دوران ۱۰ سالهٔ قطبیت ملاعلی گنابادی نورعلیشاه ثانی، اجازهٔ شیخیت او تمدید و به رحمت‌علیشاه ملقب شد. رحمت‌علیشاه در سفر آخر نورعلیشاه ثانی در کاشان همراه او بود و پس از مسموم شدن قطب، او را به شهرری منتقل کرد و به خاک سپرد. پس از رحلت نورعلیشاه با جانشین او محمّدحسن گنابادی صالح‌علیشاه تجدید بیعت کرد و از طرف او نیز مأذون در شیخیت شد. در سال ۱۳۵۶ قمری (۱۳۱۶ خورشیدی) در تهران بدرود حیات گفت و در حرم شاه عبدالعظیم حسنی و در مقبره‌ای که سعادت‌علیشاه و نورعلیشاه ثانی مدفون بودند دفن شد.
فضلا و استادان بسیاری مثل استاد بدیع‌الزمان فروزانفر در خدمتش تلمّذ می‌کردند و کسب فیض می‌نمودند، فروزانفر در مقدّمه فیه مافیه مصَحَّح خود از او چنین یاد می‌کند: «درین میان آن معدن ظرافت و کان ملاحت حاج شیخ عبدالله حائری که پیوسته‌اش به مدد تشویق در کار می‌آورد، در اواخر سال ۱۳۱۶ رخت به سرای جاوید افکند. جانش غریق رحمت است؛ یا ربّ غرقه‌تر باد.»»
رحمت‌علیشاه با رضاشاه رابطه بسیار صمیمی داشت، به نحوی که رضاشاه در دوران پادشاهی به ملاقات او می‌رفت و به توصیه‌های او عمل می‌کرد. با توصیه او رضاشاه حکم اعدام زین‌العابدین رهنما را به تبعید تقلیل داد. فرزندش هادی حائری و بدیع‌الزمان فروزانفر از شاگردان معروف او بودند.
وی به‌همراه سید نصرالله اخوی، محمدکاظم عصار، علی‌بابا فیروزکوهی، سید محمد فاطمی قمی و منصور السلطنه قانون حقوق مدنی ایران را در زمان پهلوی اول نگاشت.
عبدالحسین اورنگ ملقب به شیخ‌الملک، نماینده ادوار مجلس شورای ملی در خاطرات خود به نقل از رضاشاه نقل کرده‌است که عبدالله حائری فرزند زین‌العابدین حائری مازندرانی در مدت اقامت رضاخان در سلطان‌آباد اراک به او گفته‌است: «روزی تو سلطان مقتدر این مملکت خواهی شد و آن روز شفقت و محبت به خلق خدا را از شما می‌خواهم.»

## آثار
عبدالله حائری (رحمت علیشاه) چندین کتاب عرفانی از جمله فیه مافیه مولوی، رساله کنزالحقائق از شیخ محمود شبستری، زادالمسافرین اثر میرحسینی هروی (کنزالحقائق و زادالمسافرین را در یک مجلّد) و سبحةالأبرار جامی را برای اوّلین بار تصحیح و با مقدّمهٔ خویش در سال ۱۳۵۳ قمری مطابق ۱۳۱۳ خورشیدی به چاپ رسانید.